# Wita Horobeć
Wita Witalijiwna Horobeć (ukr. Віта Віталіївна Горобець; ur. 6 kwietnia 1996 w Kosziwie) – ukraińska koszykarka występująca na pozycji rzucającej, reprezentantka kraju, obecnie zawodniczka Uniwersytetu Daugavpils.

## Osiągnięcia
Stan na 15 kwietnia 2022, na podstawie, o ile nie zaznaczono inaczej.

### Drużynowe
- Mistrzyni Ukrainy (2017, 2018, 2021)
- Wicemistrzyni Ukrainy (2014)
- Brązowa medalistka mistrzostw Ukrainy (2013)
- 3. miejsce w Europejskiej Lidze Koszykówki Kobiet (2021)[2]
- Zdobywczyni Pucharu Ukrainy (2021)
- Finalistka Pucharu Ukrainy (2017, 2018)

### Indywidualne
- MVP finałów mistrzostw Ukrainy (2018)
- Zaliczona do I składu Europejskiej Ligi Koszykówki Kobiet (2021)[2]

### Reprezentacja
Seniorska
- Uczestniczka:
  - mistrzostw Europy (2017 – 10. miejsce)
  - kwalifikacji do:
    - Eurobasketu (2018/2019)
    - mistrzostw Europy 3x3 (2018 – 1. miejsce)

Młodzieżowe
- Uczestniczka mistrzostw:
  - świata 3x3 U–18 (2013)
  - Europy:
    - U–20 (2013 – 11. miejsce, 2014 – 12. miejsce, 2015 – 16. miejsce)
    - dywizji B:
      - U–20 (2016 – 9. miejsce)
      - U–18 (2013 – 6. miejsce, 2014 – 9. miejsce)
      - U–16 (2012 – 6. miejsce)